# Săuca
Pour les articles homonymes, voir Sauca.
Săuca (Sződemeter en hongrois) est une commune roumaine du județ de Satu Mare, dans la région historique de Transylvanie et dans la région de développement Nord-Ouest.

## Géographie
Le village de Săuca est situé dans le sud du județ (département), à la limite avec le județ de Bihor, dans les collines de Crasna, à 13 km au sud-ouest de Tășnad et à 70 km au sud-ouest de Satu Mare, le chef-lieu du județ.
La commune est composée des cinq villages suivants (population en 2002) :
- Becheni (481) ;
- Cean (338) ;
- Chisău (94) ;
- Săuca (383), siège de la commune ;
- Silvaș (172).

## Histoire
La première mention écrite du village de Săuca date de 1270 sous le nom hongrois de Szodemeter tandis que Silvaș est mentionné dès 1234 et Cean en 1244. Becheni apparaît en 1334 et Chisău en 1474.
La commune, qui appartenait au royaume de Hongrie, faisait partie de la principauté de Transylvanie et elle en a donc suivi l'histoire. Le village de Săuca est un lieu de marché depuis 1389.
Au XVIIIe siècle, la commune souffre des destructions liées à l'occupation turque et à la révolte de François II Rákóczi contre le pouvoir impérial de Joseph de Habsbourg.
Après le compromis de 1867 entre Autrichiens et Hongrois de l'empire d'Autriche, la principauté de Transylvanie disparaît et, en 1876, le royaume de Hongrie est partagé en comitats. Săuca, qui appartenait au comitat de Szolnok, intègre le nouveau comitat de Szilágy (Szilágy vármegye).
À la fin de la Première Guerre mondiale, l'Empire austro-hongrois disparaît et la commune rejoint la Grande Roumanie au traité de Trianon et le județ de Sălaj.
En 1940, à la suite du deuxième arbitrage de Vienne, elle est annexée par la Hongrie jusqu'en 1944, période durant laquelle sa communauté juive est exterminée par les nazis. Elle réintègre la Roumanie après la Seconde Guerre mondiale au traité de Paris en 1947.
En 1968, Săuca est intégrée dans le județ de Satu Mare auquel elle appartient de nos jours lors de la réforme administrative du pays.

## Politique
| Identité             | Période           | Période           | Durée              |
| Identité             | Début             | Fin               | Durée              |
| -------------------- | ----------------- | ----------------- | ------------------ |
| Gheorghe Marian (d), | 2000              | 1er novembre 2024 | 24 ans             |
| David Hodorog (d)    | 1er novembre 2024 | En cours          | 4 mois et 13 jours |

## Religions
En 2002, la composition religieuse de la commune était la suivante :
- Réformés, 33,51 % ;
- Chrétiens orthodoxes, 30,51 % ;
- Grecs-Catholiques, 27,86 % ;
- Catholiques romains, 3,88 % ;
- Baptistes, 2,86 %.

## Démographie
En 1910, à l'époque austro-hongroise, la commune comptait 1 393 Roumains (53,85 %), 1 169 Hongrois (45,19 %) et 13 Allemands (0,50 %),.
En 1930, on dénombrait 1 683 Roumains (56,06 %), 1 216 Hongrois (40,51 %), 57 Juifs (1,90 %) et 43 Roms (1,43 %).
En 1956, après la Seconde Guerre mondiale, 1 674 Roumains (57,60 %) côtoyaient 1 176 Hongrois (40,47 %) et 55 Tsiganes (1,89 %).
En 2002, la commune comptait 745 Roumains (50,74 %), 514 Hongrois (35,01 %) et 208 Roms (14,16 %). On comptait à cette date 597 ménages et 630 logements.
| 1850  | 1880  | 1890  | 1900  | 1910  | 1920  | 1930  | 1941  | 1956  |
| ----- | ----- | ----- | ----- | ----- | ----- | ----- | ----- | ----- |
| 2 115 | 1 783 | 1 905 | 2 424 | 2 587 | 2 721 | 3 002 | 3 083 | 2 906 |

| 1966  | 1977  | 1992  | 2002  | 2007  | - | - | - | - |
| ----- | ----- | ----- | ----- | ----- | - | - | - | - |
| 2 661 | 2 113 | 1 576 | 1 468 | 1 448 | - | - | - | - |

## Économie
L'économie de la commune repose sur l'agriculture (céréales, pommes de terre, vigne, fruits) et l'élevage. la commune dispose de 2 306 ha de terres arables, de 217 ha de pâturages, de 139 ha de vignes et de 108 ha de vergers.

## Communications

### Routes
Săuca est située sur la route régionale DJ195D qui rejoint Tășnad au nord-est et Andrid à l'ouest. La route DJ191 relie le village de Cean à Tășnad au nord-est et à Viișoara dans le județ de Bihor au sud-ouest.

### Voies ferrées
La gare la plus proche est celle de Tășnad sur la ligne Carei-Jibou.

## Lieux et Monuments
- Săuca, église grecque-catholique datant de 1720[13].
- Becheni, église réformée datant de 1720[14].

## Personnalités
- Ferenc Kölcsey, poète de langue hongroise, auteur des paroles de l'hymne national hongrois, est né à Săuca.